# Xiprer de Sant Bartomeu
El Xiprer de Sant Bartomeu (Cupressus sempervirens) és un xiprer mediterrani que es troba al Parc de la Serralada Litoral, el qual és plantat davant de l'ermita de Sant Bartomeu de Cabanyes.

## Observacions
Està inclòs en el Catàleg d'Arbres i Arbredes Monumentals de la Roca del Vallès.

## Accés
És ubicat a Òrrius: cal començar al coll de Sant Bartomeu, on es troben la carretera de la Roca del Vallès a Òrrius i el GR 92. Just en aquest punt, hi ha un cartell que indica el camí de la Font de Sant Bartomeu de Cabanyes, la qual es troba a 310 metres. Girem a la dreta en direcció sud. A 180 metres trobarem l'ermita de Sant Bartomeu de Cabanyes i el xiprer de Sant Bartomeu. Coordenades: x=445342 y=4601600 z=392.